# Gynacantha bainbriggei
Gynacantha bainbriggei – gatunek ważki z rodziny żagnicowatych (Aeshnidae). Znany jedynie ze starych stwierdzeń z północno-wschodnich Indii – w stanie Asam oraz w Kolkacie w stanie Bengal Zachodni.